# Division Excellence
La Division Excellence (DEX-H)  è la massima divisione professionistica del campionato marocchino di pallacanestro. Amministrata ed organizzata dalla Federazione cestistica del Marocco (FRMBB), è composta da 12 squadre..
La prima edizione del campionato si è tenuta nel 1935. Il FUS Rabat, al termine della stagione 2023-2024, ha conquistato il suo 19º titolo nazionale, il secondo consecutivo, dopo aver sconfitto l'AS Salé nelle finali dei playoff.

## Squadre attuali
Le seguenti 12 squadre partecipano alla Division Excellence nella stagione 2023–24:
| Squadra          | Città, Provincia | Arena                        |
| ---------------- | ---------------- | ---------------------------- |
| AS Salé          | Salé             | Salle Bouazzaoui             |
| FAR Rabat        | Rabat            | Salle Centre Sportif Des FAR |
| Wydad Casablanca | Casablanca       | Salle Complexe Mohamed V     |
| Maghreb Fès      | Fez              | Salle 11 Janvier             |
| FUS Rabat        | Rabat            | Salle Ibn Rochd              |
| IR Tanger        | Tanger           | Salle Ziaten                 |
| AS Lixus Larache | Larache          | Salle Maghreb El Jadid       |
| Raja Casablanca  | Casablanca       | Salle Complexe Mohamed V     |
| CRA Hoceima      | Al Hoceima       | Salle 3 Mars                 |
| Kawkab Marrakech | Marrakech        | Salle Zerktouni              |
| Majd Tanger      | Tanger           | Salle Ziaten                 |
| AS Chabab Houara | Tantan           | Salle Omnisports de Tantan   |

## Albo d'oro
- 1935:  RU Casablanca (1)
- 1936:  RU Casablanca (2)
- 1937:  RU Casablanca (3)
- Dal 1938 al 1940: Non Disputato
- 1941:  RU Casablanca (4)
- 1942:  RU Casablanca (5)
- Dal 1943 al 1944: Non Disputato
- 1945:  US Fès (1)
- 1946:  B.U.S (1)
- 1947:  Olympique Khouribga (1)
- 1948:  Olympique Khouribga (2)
- 1949:  Olympique Khouribga (3)
- 1950:  A.S.P.T.T (1)
- 1951:  A.S.P.T.T (2)
- 1952:  US Marocaine (1)
- 1953:  US Marocaine (2)
- 1954:  US Marocaine (3)
- 1955:  US Marocaine (4)
- 1956:  B.U.S (2)
- 1957:  AS Casablanca (1)
- 1958:  US Marocaine (5)
- 1959:  US Marocaine (6)
- 1960:  Maghreb SR (1)
- 1961:  CC Casablanca (1)
- 1962:  AS Casablanca (2)
- 1963:  AS Casablanca (3)
- 1964:  FAR Rabat (1)
- 1965:  Wydad Casablanca (1)
- 1966:  Wydad Casablanca (2)
- 1967:  Wydad Casablanca (3)
- 1968:  FUS Rabat (1)
- 1969:  FAR Rabat (2)
- 1970:  FUS Rabat (2)
- 1971:  FUS Rabat (3)
- 1972:  FUS Rabat (4)
- 1973:  FUS Rabat (5)
- 1974:  Cercle Casablanca (1)
- 1975:  Wydad Casablanca (4)
- 1976:  Wydad Casablanca (5)
- 1977:  Cercle Casablanca (2)
- 1978:  FUS Rabat (6)
- 1979:  FUS Rabat (7)
- 1980:  FUS Rabat (8)
- 1981:  FUS Rabat (9)
- 1982:  Wydad Casablanca (6)
- 1983:  Wydad Casablanca (7)
- 1984:  FUS Rabat (10)
- 1985:  Wydad Casablanca (8)
- 1986:  FAR Rabat (3)
- 1987:  TAS Casablanca (1)
- 1988:  FUS Rabat (11)
- 1989:  TAS Casablanca (2)
- 1990:  FUS Rabat (12)
- 1991:  BMCI Club (1)
- 1992:  FUS Rabat (13)
- 1993:  IR Tanger (1)
- 1994:  FUS Rabat (14)
- 1995:  TAS Casablanca (3)
- 1996:  Maghreb Fès (1)
- 1997:  Maghreb Fès (2)
- 1998:  Maghreb Fès (3)
- 1999:  FUS Rabat (15)
- 2000:  Wydad Casablanca (9)
- 2001:  FUS Rabat (16)
- 2002:  TAS Casablanca (4)
- 2003:  Maghreb Fès (4)
- 2004:  FUS Rabat (17)
- 2005:  Raja Casablanca (1)
- 2006:  Raja Casablanca (2)
- 2007:  Maghreb Fès (5)
- 2008:  IR Tanger (2)
- 2009:  IR Tanger (3)
- 2010:  AS Salé (1)
- 2011:  AS Salé (2)
- 2012:  RS Berkane (1)
- 2013:  Wydad Casablanca (10)
- 2014:  AS Salé (3)
- 2015:  AS Salé (4)
- 2016:  AS Salé (5)
- 2017:  AS Salé (6)
- 2018:  AS Salé (7)
- 2019: Non disputato causa Pandemia da COVID-19
- 2020: Non disputato causa Pandemia da COVID-19
- 2021:  AS Salé (8)
- 2022:  AS Salé (9)
- 2023:  FUS Rabat (18)
- 2024:  FUS Rabat (19)

## Vittorie per squadra
| Squadra               | Vittorie | Anni vittorie |
| --------------------- | -------- | --- |
| FUS Rabat ⭐          | 19       | 1968, 1970, 1971, 1972, 1973, 1978, 1979, 1980, 1981, 1984, 1988, 1990, 1992, 1994, 1999, 2001, 2004, 2023, 2024 |
| Wydad Casablanca ⭐   | 10       | 1965, 1966, 1967, 1975, 1976, 1982, 1983, 1985, 2000, 2013                                                       |
| AS Salé               | 9        | 2010, 2011, 2014, 2015, 2016, 2017, 2018, 2021, 2022                                                             |
| US Marocaine          | 6        | 1952, 1953, 1954, 1955, 1958, 1959                                                                               |
| Maghreb Fès           | 5        | 1996, 1997, 1998, 2003, 2007                                                                                     |
| RU Casablanca         | 5        | 1935, 1936, 1937, 1941, 1942                                                                                     |
| TAS Casablanca        | 4        | 1987, 1989, 1995, 2002                                                                                           |
| IR Tanger             | 3        | 1993, 2008, 2009                                                                                                 |
| FAR Rabat             | 3        | 1964, 1969, 1986                                                                                                 |
| AS Casablanca         | 3        | 1957, 1962, 1963                                                                                                 |
| Olympique Khouribga   | 3        | 1947, 1948, 1949                                                                                                 |
| Raja Casablanca       | 2        | 2005, 2006 |
| CERCLE Casablanca     | 2        | 1974, 1977 |
| A.S.P.T.T. Casablanca | 2        | 1950, 1951 |
| B.U.S. Casablanca     | 2        | 1946, 1956 |
| RS Berkane            | 1        | 2012 |
| BMCI Basket Club      | 1        | 1991 |
| CC Casablanca         | 1        | 1961 |
| Maghreb SR            | 1        | 1960 |
| US FES                | 1        | 1945 |